# Adrienne Trenkel
Adrienne Trinckquel, dite Adrienne Trenkel ou Adrienne Trinkel, née le 27 mai 1918 dans le 14e arrondissement de Paris et morte le 2 juillet 2008 à Los Angeles est une actrice française des années 1930.

## Biographie
Fille d'une lingère de Montrouge, Adrienne Trinckquel apparaît pour la première fois dans la presse à l'occasion du concours Deux étoiles vont naître organisé par la revue de cinéma Pour vous en novembre 1933,. Ce concours lui vaut d'être remarquée par plusieurs cinéastes qui l'engagent pour cinq films sortis dès l'année suivante.
Sa carrière est de courte durée. À peine quatre ans plus tard en effet, elle se retire définitivement des plateaux de cinéma après son mariage en août 1938 avec Norbert Mahé, pilote automobile et industriel parisien,. Divorcée en 1943, elle se remarie à New York en mars 1946 et prend le nom de Hutter.
Établie à la fin de sa vie sous le nom d'Adrienne Stevens à Sun Valley, en Californie, elle meurt en 2008 à Los Angeles.

## Filmographie
- 1934 : Arlette et ses papas d'Henry Roussell : l'infirmière
- 1934 : La crise est finie de Robert Siodmak : la girl[9]
- 1934 : Les Nuits moscovites d'Alexis Granowsky : la dame aux fleurs
- 1934 : L'Auberge du petit dragon de Jean de Limur
- 1934 : Zouzou de Marc Allégret (non créditée)
- 1935 : Les Yeux noirs de Victor Tourjansky
- 1935 : La Fille de madame Angot de Jean Bernard-Derosne[10]
- 1935 : Fanfare d'amour de Richard Pottier
- 1939 : Le Feu de paille de Jean Benoît-Lévy